# 時間順序積
物理学において、時間順序積（じかんじゅんじょせき、英: time-ordered product）もしくはT積（英: T-product）とは、量子力学や場の量子論で、演算子の積を時間の順序関係に応じて、並べ替えた積のこと。また、通常の積を時間順序に並べ替える作用素を時間順序作用素と呼ぶ。時間順序積は時間発展作用素の逐次積分による表現等に応用される。時間順序積の記法は物理学者フリーマン・ダイソンによって、場の理論におけるS行列の計算の際に導入された。

## 概要

### 量子力学
量子力学において、物理量は非可換な演算子で表現されるため、物理量の積はその順番によって異なる結果を与える。特に時間に依存する演算子の積について、時間の順序関係に従って、前の時刻にある演算子ほど右側に位置するように並び変えたものを時間順序積と呼ぶ。また時間順序に従って並べ替える作用素を時間順序作用素といい、記号Tで表す。
2つの物理量A1(t1)、A2(t2)の積において、その時間順序積は
{\displaystyle {\begin{aligned}T\{A_{1}(t_{1})A_{2}(t_{2})\}&=\left\{{\begin{matrix}A_{1}(t_{1})A_{2}(t_{2})&\quad (t_{1}>t_{2})\\A_{2}(t_{2})A_{1}(t_{1})&\quad (t_{2}>t_{1})\end{matrix}}\right.\\&=\theta (t_{1}-t_{2})A_{1}(t_{1})A_{2}(t_{2})+\theta (t_{2}-t_{1})A_{2}(t_{2})A_{1}(t_{1})\end{aligned}}}
で与えられる。ここで、θ(t)はヘヴィサイドの階段関数を表す。
より一般にn個の物理量A1(t1)、…、An(tn)の積において、時間順序積が
{\displaystyle {\begin{aligned}T\{A_{1}(t_{1})A_{2}(t_{2})\dotsb A_{n}(t_{n})\}&=A_{i_{1}}(t_{i_{1}})A_{i_{2}}(t_{i_{2}})\dotsb A_{i_{n}}(t_{i_{n}})\quad (t_{i_{1}}>t_{i_{2}}>\dots >t_{i_{n}})\\&=\sum _{p}\theta (t_{p_{1}}>t_{p_{2}}>\dots >t_{p_{n}})A_{p_{1}}(t_{p_{1}})A_{p_{2}}(t_{p_{2}})\dotsb A_{p_{n}}(t_{p_{n}})\end{aligned}}}
で定義される。ここで、添え字pについての和は、n 次の対称群における置換全てにわたる和を意味する。
こうした時間順序積は、シュレディンガー表示での時間に陽に依存するハミルトニアンや、相互作用表示での時間に依存する形式でのハミルトニアンにおいて、対応する時間発展作用素を逐次積分によって表現する際に応用される。

### 場の量子論
場の量子論においても、同様に場の演算子の積に対しての時間順序積が定義される。但し、場の演算子の場合は、ボソンの演算子とフェルミオンの演算子では、並べ替えにおける符号付加の有無が異なる。2つの場の演算子 A1(t1)、A2(t2) の積において、その時間順序積は
{\displaystyle {\begin{aligned}T\{A_{1}(t_{1})A_{2}(t_{2})\}&=\left\{{\begin{matrix}A_{1}(t_{1})A_{2}(t_{2})&\quad (t_{1}>t_{2})\\\pm A_{2}(t_{2})A_{1}(t_{1})&\quad (t_{2}>t_{1})\end{matrix}}\right.\\&=\theta (t_{1}-t_{2})A_{1}(t_{1})A_{2}(t_{2})\pm \theta (t_{2}-t_{1})A_{2}(t_{2})A_{1}(t_{1})\end{aligned}}}
で与えられる。ここで、符号±は+がボソンの演算子、−がフェルミオンの演算子の場合に対応する。この符号の与え方により、反交換するフェルミオンの場合にも t1→t2 としたときに、t1>t2 の結果は t2>t1 の結果に一致する。
より一般に n 個の場の演算子 A1(t1)、...、An(tn) の積において、時間順序積が
{\displaystyle T\{A_{1}(t_{1})A_{2}(t_{2})\dotsb A_{n}(t_{n})\}=\sum _{p}\theta (t_{p_{1}}>t_{p_{2}}>\dots >t_{p2})\epsilon (p)A_{p_{1}}(t_{p_{1}})A_{p_{2}}(t_{p2})\dotsb A_{p_{n}}(t_{p_{n}})}
で定義される。ここで、添え字 p についての和は、n 次の対称群における置換全てにわたる和を意味し、記号 ε(p) はボソンの演算子の場合には1、フェルミオンの演算子には置換の符号を表すものとする。

## 応用

### 時間に陽に依存するハミルトニアンによる時間発展
シュレディンガー表示の量子力学において、ハミルトニアンHが時間に陽に依存する場合を考える。このとき、時間順序積を用いると時間発展作用素を簡明に表現することができる。系の時間発展作用素 U は状態 |ψ(t)〉に対して、
{\displaystyle |\psi (t)\rangle ={\hat {U}}(t,t_{0})|\psi (t_{0})\rangle }
の関係を与えるものとして定義され、関係式
{\displaystyle {\begin{aligned}{\hat {U}}(t_{1},t_{3})&={\hat {U}}(t_{1},t_{2})U(t_{2},t_{3})&(t_{1}>t_{2}>t_{3})\\{\hat {U}}(t_{0},t_{0})&=I\end{aligned}}}

を満たす。シュレディンガー方程式より
{\displaystyle i\hbar {\frac {\partial }{\partial t}}|\psi (t)\rangle =i\hbar {\frac {\partial }{\partial t}}{\hat {U}}(t,t_{0})|\psi (t_{0})\rangle ={\hat {H}}(t){\hat {U}}(t,t_{0})|\psi (t_{0})\rangle }
であるから、U は積分方程式
{\displaystyle {\hat {U}}(t,t_{0})=I-{\frac {i}{\hbar }}\int _{t_{0}}^{t}ds{\hat {H}}(s){\hat {U}}(s,t_{0})}
を満たす。この積分方程式の解は逐次積分によって求めることができ、ノイマン級数
{\displaystyle {\begin{aligned}{\hat {U}}(t,t_{0})=I-{\frac {i}{\hbar }}\int _{t_{0}}^{t}dt_{1}{\hat {H}}(t_{1})&+\left({\frac {-i}{\hbar }}\right)^{2}\int _{t_{0}}^{t}dt_{1}\int _{t_{0}}^{t_{1}}dt_{2}{\hat {H}}(t_{1}){\hat {H}}(t_{2})\\&+\left({\frac {-i}{\hbar }}\right)^{3}\int _{t_{0}}^{t}dt_{1}\int _{t_{0}}^{t_{1}}dt_{2}\int _{t_{0}}^{t_{2}}dt_{3}{\hat {H}}(t_{1}){\hat {H}}(t_{2}){\hat {H}}(t_{3})+\dotsb \end{aligned}}}
で与えられる。ここで、異なる時間におけるハミルトニアンは必ずしも可換ではないため、積分の中の順序は前の時刻にある演算子ほど右側に位置するように保たれなくてはならない。ここで、時間順序積の表現を導入すれば、この級数は
{\displaystyle {\begin{aligned}{\hat {U}}(t,t_{0})&=\sum _{n=0}^{\infty }{\frac {1}{n!}}\left({\frac {-i}{\hbar }}\right)^{n}\int _{t_{0}}^{t}dt_{1}\int _{t_{0}}^{t}dt_{2}\dotsb \int _{t_{0}}^{t}dt_{n}T\{{\hat {H}}(t_{1}){\hat {H}}(t_{2})\dotsb {\hat {H}}(t_{n})\}\\&=T\{\exp \left(-{\frac {i}{\hbar }}\int _{t_{0}}^{t}ds{\hat {H}}(s)\right)\}\end{aligned}}}
と簡明にまとめることができる。

### 相互作用表示での時間発展
相互作用表示の場合においても、その時間発展作用素 UI は時間順序積の級数によって表現することができる。系のハミルトニアンが
{\displaystyle {\hat {H}}={\hat {H}}_{0}+{\hat {V}}}
と分解されるとすると、相互作用表示での時間発展作用素は時間順序積を用いて
{\displaystyle {\begin{aligned}{\hat {U}}_{\mathrm {I} }(t,t_{0})&=\sum _{n=0}^{\infty }{\frac {1}{n!}}\left({\frac {-i}{\hbar }}\right)^{n}\int _{t_{0}}^{t}dt_{1}\int _{t_{0}}^{t}dt_{2}\dotsb \int _{t_{0}}^{t}dt_{n}T\{{\hat {V}}_{\mathrm {I} }(t_{1}){\hat {V}}_{\mathrm {I} }(t_{2})\dotsb {\hat {V}}_{\mathrm {I} }(t_{n})\}\\&=T\{\exp \left(-{\frac {i}{\hbar }}\int _{t_{0}}^{t}ds{\hat {V}}_{\mathrm {I} }(s)\right)\}\end{aligned}}}
と表現することができる。但し、VI(t) は V の相互作用表示である。
歴史的には物理学者フリーマン・ダイソンが、場の理論のS行列 S=UI(+∞, −∞) の計算において、この表式を最初に導いており、時間順序積によるこの級数表示をダイソン級数 (Dyson's series) と呼ぶ。